# Christopher Kasten
Christopher Kasten (* 19. Juli 1989 in Berlin) ist ein deutscher Eishockeyspieler, der seit 2020 beim ECDC Memmingen in der Eishockey-Oberliga spielt.

## Karriere
Christopher Kasten absolvierte seine ersten Erfahrungen in der Deutschen Nachwuchsliga bei den Eisbären Juniors Berlin in der U18-Mannschaft, ehe er in die Oberliga Nord mit derselben Mannschaft in der Saison 2007/2008 spielte. In dieser Saison wurde er auch in den eine Klasse darunter spielenden Verein FASS Berlin für fünf Spiele ausgeliehen. In der folgenden Saison 2008/2009 wechselte er zu den Blue Lions Leipzig und stieg mit diesen in der folgenden Saison in die Regionalliga ab. In der Saison 2010/2011 spielte er in der DEL 2 für die Wölfe in Freiburg, ehe er in der nächsten Saison zu den Löwen Frankfurt in der Oberliga wechselte. Ab der Saison 2012/2013 spielte er für den EHC Bayreuth in der Regionalliga und feierte den Aufstieg in die Oberliga nur eine Saison später. Ab 2016 spielte er dann für ein Jahr in Bayreuth in der DEL 2. In der Saison 2017/208 spielte er in derselben Liga für den ESV Kaufbeuren und wechselte in der folgenden Saison zum Deggendorfer SC. Für die Saison 2019/2020 wechselte er zum Herner EV.
Seit der Saison 2020/2021 spielt Kasten beim ECDC Memmingen in der Oberliga Süd.